# Ernst Zündel

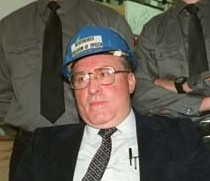
Ernst Zündel (1992)

Ernst Christof Friedrich Zündel (anglisiert Ernest Zundel, Pseudonyme Christof Friedrich, Mattern Friedrich; * 24. April 1939 in Calmbach; † 5. August 2017 ebenda) war ein deutscher Autor und Publizist geschichtsrevisionistischer Schriften sowie Holocaustleugner.

## Leben
Zündel absolvierte eine Lehre als Grafiker und emigrierte 19-jährig nach Kanada, um der Einberufung zum Wehrdienst zu entgehen. In den 1960er Jahren wurde er ein Anhänger des kanadischen Nationalsozialisten Adrien Arcand. In den 1970ern begegnete Zündel verschiedenen internationalen Holocaustleugnern, unter anderem Thies Christophersen, dessen Publikation Die Auschwitzlüge er ins Englische übersetzte und vertrieb.
1974 veröffentlichte er ein Buch über Nazi-UFOs, die angeblich von unterirdischen Stützpunkten in Neuschwabenland in der Antarktis aus agieren würden. Später räumte er ein, dass er diese Dinge veröffentlicht hatte, ohne selbst daran zu glauben: Ihm ging es einzig darum, das Interesse der Medien zu wecken, um sich in Interviews öffentlich antisemitisch äußern und den Holocaust leugnen zu können.
1976 gründete Zündel den Samisdat-Verlag (Samisdat Publishers) in Toronto. Mit Hilfe von Spenden verbreitete er zahlreiche holocaustleugnende Schriften und veröffentlichte in unregelmäßigen Abständen den Germania-Rundbrief. In den 1980er Jahren tat sich Ernst Zündel schwerpunktmäßig mit der Produktion von Videofilmen hervor, mit denen er Propaganda betrieb. Unter anderem entstand in der Folgezeit der in Deutschland indizierte Videofilm Ein Deutscher und ein Jude untersuchen Auschwitz, in welchem Zündel mit David Cole, einem jungen Mann jüdischer Abstammung, durch das KZ Auschwitz I streift und dem Zuschauer darlegt, welche Teile der historischen Darstellung des Holocaust seiner Ansicht nach nicht stimmen können. In dem nach einem Prozess gegen ihn in Kanada gedrehten und in Deutschland ebenfalls indizierten Videofilm Die Folgen der Auschwitz-Lüge für Ernst Zündel ließ er sich selbst porträtieren und nutzte dabei die Gelegenheit, holocaustleugnende Behauptungen weiterzuverbreiten.
Ab 1990 mietete Zündel Sendezeit von einem US-amerikanischen Kurzwellen-Sender und verbreitete seine holocaustleugnenden und antisemitischen Ansichten weltweit in deutscher Sprache. In dieser Zeit diente ihm einer der damals führenden Neonazi-Aktivisten Bela Ewald Althans als Verbindungsperson in Deutschland.
Gegen Zündel wurden in Kanada mehrere Prozesse wegen seiner holocaustleugnenden Aktivitäten angestrengt. Im Prozess von 1988 in Toronto traten als Zeugen für ihn unter anderem J. G. Burg, David Irving und Fred A. Leuchter auf. Leuchter, der aus diesem Anlass nach Auschwitz und Majdanek reiste, um dort Untersuchungen in diversen Gaskammern durchzuführen, konnte im Prozess allerdings nicht die Position Zündels stärken und musste einräumen, die Berufsbezeichnung Ingenieur in Kanada zu Unrecht zu führen.
1991 wurde er vom Amtsgericht in München wegen der Leugnung der Massenmorde an Juden während des Nationalsozialismus zu einer Geldstrafe von 12.600 DM verurteilt. Sein Anwalt war Jürgen Rieger.
1993 interviewte der deutsche Dokumentarfilmer Winfried Bonengel Althans und Zündel für seinen Film Beruf Neonazi.
Seit 1994 war Zündel mit einer eigenen, den Holocaust leugnenden Website im Internet vertreten. Nachdem die kanadische Menschenrechtskommission den Betrieb seiner Website über kanadische Server untersagt hatte, wurde sie später in den Vereinigten Staaten registriert. Sein auf der Internetseite geführtes Emblem entsprach farblich und strukturiert der Hakenkreuzfahne: Statt des Kreuzes war im weißen Kreis ein stilisiertes Z eingelassen.
1995 gab es einen Brandanschlag auf Zündels Wohnsitz in Toronto, der einen Schaden von 400.000 Dollar verursachte. Eine Gruppe namens „Jewish Armed Resistance Movement“ bekannte sich zu diesem Angriff. Laut der kanadischen Zeitung Toronto Sun hatte die Gruppe Kontakte zur Jewish Defense League (JDL) und zu Kahane Chai. Meir Weinstein, der Führer der JDL in Toronto, bestritt eine Verwicklung in den Anschlag, wurde jedoch fünf Tage später, zusammen mit dem amerikanischen JDL-Führer Irv Rubin, selbst beim Versuch erwischt, bei Zündel einzubrechen, und daher von der Polizei festgenommen.
Am 5. Februar 2003 wurde Zündel in den USA wegen Verstoßes gegen die amerikanischen Einwanderungsbestimmungen verhaftet und am 19. Februar 2003 nach Kanada abgeschoben, obwohl seine Aufenthaltsberechtigung in Kanada abgelaufen war. Er versuchte, Flüchtlingsstatus in Kanada zu erhalten, um eine Auslieferung nach Deutschland zu vermeiden. Bei der Staatsanwaltschaft Mannheim lag seit 2003 ein Haftbefehl wegen Verdachts auf Volksverhetzung gegen ihn vor.

## Auslieferung, Inhaftierung und Gerichtsverfahren
Am 24. Februar 2005 bewilligte die kanadische Justiz die Auslieferung Zündels nach Deutschland und ordnete seine Abschiebung an. Begründet wurde dies damit, Zündel stelle eine Gefahr für die nationale Sicherheit Kanadas dar. In seiner Entscheidung bezeichnete der Richter Zündel als heuchlerischen Rassisten, der versucht habe, sich ein pazifistisches Image zu geben, um seine extremistischen und antisemitischen Ansichten verbreiten zu können. Der Prozess um die Abschiebung Zündels war in Kanada nicht unumstritten, da ein sonst nur gegen Terroristen vorgesehenes SecurityCertificate-Verfahren angewandt wurde, in dem weder der Angeklagte noch sein Verteidiger die gegen ihn vorgebrachten Beweismittel überhaupt zu sehen bekommen. Am 1. März 2005 wurde er nach Frankfurt am Main ausgeflogen, dort festgenommen und zur Untersuchungshaft in die Justizvollzugsanstalt Mannheim überführt.
Die Staatsanwaltschaft Mannheim erhob am 19. Juli 2005 gegen ihn Anklage vor dem Landgericht wegen systematischer Leugnung des nationalsozialistischen Völkermords an den Juden durch Verbreitung von Schriften und Internetangeboten sowie Volksverhetzung in 14 Fällen durch antisemitische Hetze.
Der erste Prozesstag fand am 8. November 2005 statt und endete mit einem Eklat, bevor es zum Verlesen der Anklageschrift kam: Der Vorsitzende Richter entzog der Pflichtverteidigerin Sylvia Stolz das Mandat, da sie sich aufgrund ihrer Einlassungen in der Verteidigungsschrift möglicherweise selbst der Volksverhetzung strafbar gemacht habe. Weiterhin wurde der als „Assistent“ benannte Horst Mahler vom Verfahren ausgeschlossen, da gegen ihn Berufsverbot bestehe und seine Mitwirkung am Prozess somit strafbar sei. Die Verteidigung reagierte darauf gegen den Richter mit einem Befangenheitsantrag, der am 15. November 2005 ebenso scheiterte wie der Antrag der Verteidigung, die Öffentlichkeit von dem Prozess auszuschließen.
Der Prozess wurde ausgesetzt, bis ein neuer Pflichtverteidiger gefunden war. Der Haftbefehl gegen Zündel blieb bestehen. Der zweite Prozessbeginn fand am 9. Februar 2006 statt. Stolz hatte nun als Wahlverteidigerin in Zündels Team zurückkehren können. Das bestand unter anderem aus den beiden bereits wegen Volksverhetzung verurteilten Anwälten Jürgen Rieger und Ludwig Bock sowie aus Herbert Schaller, der an der Holocaustleugnungskonferenz im Iran 2006 teilnahm. Am 31. März 2006 schloss das Oberlandesgericht Karlsruhe Zündels Verteidigerin Sylvia Stolz vom Verfahren aus, da diese ihre Verteidigungsaufgabe missbraucht, das Verfahren durch „prozessfremdes Verhalten“ sabotiert und trotz Redeverbots durch den Vorsitzenden Erklärungen mit „teilweise strafbarem nationalsozialistischem Inhalt abgegeben“ habe; der Ausschluss wurde später vom Bundesgerichtshof bestätigt. Den Ausschluss bezeichneten Strafrechtsexperten als Novum in der deutschen Rechtsgeschichte. Stolz wurde am 14. Januar 2008 vom Landgericht Mannheim wegen Volksverhetzung zu dreieinhalb Jahren Freiheitsstrafe verurteilt; außerdem wurde gegen sie ein fünfjähriges Berufsverbot ausgesprochen.
In ihrem am 15. Februar 2007 verkündeten Urteilsspruch folgte die Kammer dem Antrag der Staatsanwaltschaft und verurteilte Zündel wegen Volksverhetzung, Beleidigung und Verunglimpfung des Andenkens Verstorbener zu fünf Jahren Haft. Zündels Verteidiger hatten Freispruch gefordert. Seine Anwälte legten gegen das Urteil Revision ein, die am 12. September 2007 vom Bundesgerichtshof (BGH) verworfen wurde. Daraufhin kündigte die Verteidigung an, Verfassungsbeschwerde einzureichen. Am 1. März 2010 wurde Zündel nach Verbüßung seiner Haftstrafe in der JVA Mannheim entlassen. Nach seiner Haftentlassung trat er erneut auf rechtsextremen und revisionistischen Veranstaltungen in Erscheinung.
Am 5. August 2017 gab seine Ehefrau Ingrid Rimland seinen Tod bekannt. Er sei in seinem Geburtsort an einem Herzinfarkt verstorben. Nach dem Tod der Ehefrau am 12. Oktober 2017 wurden die Inhalte der Zündel-Webseite gelöscht und durch einen Kondolenztext ersetzt.